# Кинманди (Илиноис)
Кинманди (енгл. Kinmundy) град је у америчкој савезној држави Илиноис. По попису становништва из 2010. у њему је живело 796 становника.

## Демографија
Према попису становништва из 2010. у граду је живело 796 становника, што је 96 (10,8%) становника мање него 2000. године.
| Група             | 2000.       | 2010.       |
| Белци             | 872 (97,8%) | 783 (98,4%) |
| Афроамериканци    | 3 (0,3%)    | 0 (0,0%)    |
| Азијати           | 0 (0,0%)    | 2 (0,3%)    |
| Хиспаноамериканци | 6 (0,7%)    | 9 (1,1%)    |
| Укупно            | 892         | 796         |